# Recuva
Recuva es un programa de licencia gratuita, desarrollado por Piriform, para Microsoft Windows. Es capaz de restaurar archivos que han sido permanentemente borrados y que han sido marcados por el sistema operativo como espacio libre. El programa también puede ser usado para restaurar archivos borrados de memorias Flash/USB, tarjetas de memoria o reproductores MP3.
Al igual que otros programas de recuperación de datos, Recuva trabaja buscando datos no referenciados, pero si el sistema operativo ha escrito nuevos datos sobre un archivo borrado, la restauración del archivo no será posible.
Si bien el programa es gratuito, posee una versión de pago la cual incluye actualizaciones automáticas, funcionalidad para discos duros virtuales y soporte técnico exclusivo.